# Johan Ulrich Beurle
Johan Ulrich Beurle, även namnformen Beuerlein förekommer, född troligen i Tyskland, död i mars 1697 i Stockholm, var en svensk bildhuggare.
Beurle härstammar från en känd målar- och stenhuggarsläkt från Nürnberg. Han gifte sig 1684 med Maria Waldou som var dotter till kungliga konterfejaren Georg Waldau. Beurle var verksam med renoveringen av åtskilliga kyrkor i Sverige och Finland. Bland hans självständiga arbeten märks ett krucifix och predikstol för Åbo domkyrka samt en predikstol för Tyska kyrkan i Stockholm.